# Kent (fiume)
Il Kent è un fiume di media lunghezza che scorre nella contea della Cumbria, in Inghilterra. Nasce sulle pendici meridionali di High Street, nella valle di Kentmere e sfocia ad Arnside, un paese sulla baia di Morecambe, per un percorso complessivo di circa 32 km. La parte settentrionale del fiume scorre nel Lake District National Park.

## Origini del nome
Il nome ha origini incerte. Si pensa che il nome Kent derivi da una parola in qualche lingua brittonica, ma non si ha un'etimologia precisa.

## Flora e fauna
Il fiume è una zona speciale di conservazione, in particolare perché ospita popolazioni di gamberi di fiume europei, in via di estinzione. Ospita inoltre popolazioni di salmoni, trote e trote di mare, e i tratti superiori sono diventati importanti per l'allevamento di salmoni giovani da quando nel 1986 sono stati costruiti dei passaggi per i pesci che consentivano loro di superare le dighe sul fiume. Nel fiume si possono trovare anche scazzoni e un'altra specie in pericolo, la cozza perlifera d'acqua dolce. Lungo le rive si possono trovare fiori come ranuncoli d'acqua e callitriche d'acqua, che spesso formano dei grandi "tappeti". Questi "tappeti" forniscono cibo e riparo per i pesci e i vari animali che vivono lungo il fiume.